# ماورينهو (لاعب كرة قدم مواليد 1983)
ماورينهو هو لاعب كرة قدم برازيلي في مركز الوسط، ولد في 21 ديسمبر 1983. لعب مع نادي برازيل دي بيلوتاس ونادي غوياس.